# Maurizio Arrivabene
Maurizio Arrivabene (Bréscia, 7 de março de 1957) é um empresário e dirigente esportivo italiano. Foi chefe de equipe da Ferrari na Fórmula 1 de novembro de 2014 a 7 de janeiro de 2019.

## Carreira
Arrivabene vem de um fundo de marketing e vendas. Em 1997, ingressou na Philip Morris. Através de seu trabalho na Philip Morris, ele se envolveu com o patrocínio da empresa (através da marca Marlboro) na equipe Ferrari, e participou da Comissão de Fórmula 1 como representante de todos os patrocinadores do esporte a partir de 2010.
Em 23 de novembro de 2014, a Ferrari anunciou que Arrivabene havia sido nomeado como seu chefe de equipe, substituindo Marco Mattiacci, que só tinha estado no cargo desde que assumiu após a saída de Stefano Domenicali em abril daquele ano. A decisão de nomear Arrivabene foi feita pelo novo presidente da Ferrari, Sergio Marchionne. Esta nomeação foi parte de um processo de rejuvenescimento da equipe por Marchionne que depôs o ex-presidente da Ferrari, Luca di Montezemolo, em setembro de 2014. Arrivabene foi substituído como chefe da equipe Ferrari pelo ex-chefe técnico Mattia Binotto em 7 de janeiro de 2019.
Ele também é membro independente do conselho da Juventus FC desde 2012.